# Storträsk (sjö i Finland, Nyland, lat 60,33, long 25,31)
Storträsk är en sjö i Sibbo kommun i Finland.   Den ligger i landskapet Nyland, i den södra delen av landet, 27 km nordost om huvudstaden Helsingfors. Storträsk ligger 32 meter över havet. I omgivningarna runt Storträsk växer i huvudsak barrskog. Arean är 19,1 hektar och strandlinjen är 2,33 kilometer lång. Sjön  ingår i Sibbo å huvudavrinningsområde. 